# Nova Canaã Paulista
Nova Canaã Paulista es un municipio brasileño ubicado en el estado de São Paulo. Tiene una población estimada, en 2021, de 1824 habitantes.
Se localiza a una latitud 20º23'09" sur y a una longitud 50º56'57" oeste, estando a una altitud de 401 metros.

## Geografía

### Demografía
Datos del Censo - 2010
Población total: 2.114
- Urbana: 880
- Rural: 1.234
- Hombres: 1.076
- Mujeres: 1.038

Densidad demográfica (hab./km²): 16,99
Datos del Censo - 2000
Mortalidad infantil hasta 1 año (por mil): 18,64
Expectativa de vida (años): 69,80
Tasa de fertilidad (hijos por mujer): 1,97
Tasa de alfabetización: 80,68%
Índice de Desarrollo Humano (IDH-M): 0,726
- IDH-M Salario: 0,634
- IDH-M Longevidad: 0,747
- IDH-M Educación: 0,796

(Fuente: IPEADATA)

### Hidrografía
- Río Paraná
- Río Jaú
- Río Cervo
- Río Engano
- Río Peba
- Río Louro

### Carreteras
- SP-595

## Administración
- Alcalde: Thais Christina C. Moreira (2021-2024)

## Religión
El cristianismo está presente en la ciudad de la siguiente manera:

### Catolicismo
La Iglesia católica del municipio forma parte de la Diócesis de Jales.

### Protestantismo
En la ciudad están presentes las más diversas creencias evangélicas, principalmente pentecostales, incluidas las Asambleas de Dios de Brasil (la iglesia evangélica más grande del país), Congregación Cristiana, entre otras. Estas denominaciones están creciendo cada vez más en todo Brasil.